# 백자 청화투각모란당초문 항아리
백자 청화투각모란당초문 항아리(白磁 靑畵透刻牡丹唐草文 立壺)는 18세기 후반 조선에서 청화로 덩굴무늬를 그리고 모란 꽃을 투각(뚫을새김) 기법으로 새긴 백자 항아리이다. 대한민국의 보물 제240호로 지정되어 있다.

## 특징
청백색의 유색에 투각과 음각수법으로 모란문을 새긴 백자는 18세기 후반 정조 연간 광주 분원리 가마의 전형적인 백자에서 보이는 것으로, 당시의 투각 필통·연적 등이 나타나고 있다. 바깥 면의 투각 문양과 안쪽 면의 무문호로 이중의 장식을 한 항아리는 그 예가 드문 작품으로, 청백색의 백자유와 청화의 당초문이 잘 어울리는 항아리이다.

## 형태
입 부분이 넓고 직립되었으며, 어깨에서 급히 팽창되어 몸통 윗 부분을 이루었다 좁아졌으며, 다시 저부에서 벌어진 항아리이다.
항아리의 어깨 부분에는 청화로 날렵한 당초문대(덩굴무늬 띠)를 돌렸으며, 몸통 전면에는 투각으로 활짝 핀 모란꽃과 줄기 잎을 잎맥까지 사실적으로 음각하였으며, 생동감이 넘친다. 몸통 아랫부분에는 여의두문대(如意頭紋帶)를 양각하여 돌렸고, 그 아래로 깎여진 면대를 돌렸다.
유색은 담청을 머금은 백자유로 전면에 고르게 칠했으며, 맑고 깨끗하다. 굽다리에는 가는 모래받침으로 받쳐 구운 흔적이 남아 있으며, 저부에는 균열이 여러 곳에 나 있는 것을 수리한 흔적이 보인다.